# Alpepiana
Alpepiana è una frazione di 57 abitanti del comune di Rezzoaglio, nella città metropolitana di Genova.

## Storia

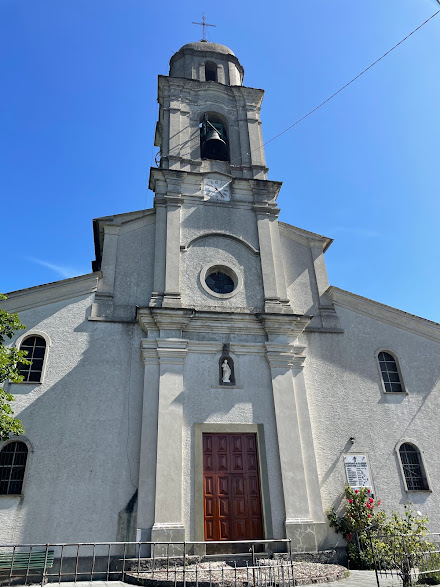
La chiesa di San Pietro

Alpepiana risulta citata già nel Praeceptum Liutprandi regis Basilicae S. Petri Ticinensis del 714.
L'antico borgo fu un importante centro amministrativo della valle e in seguito anche religioso dell'epoca longobarda in Liguria da parte dei monaci di san Colombano.
In seguito la corte di Alpepiana fece parte del feudo del monastero di San Michele di Pietra Martina di Villa Cella, fondato nel XII secolo dai monaci del monastero di San Pietro in Ciel d'Oro di Pavia. La parrocchia con il titolo di arcipretura venne eretta nel XV secolo, nel 1523 passò alla diocesi di Tortona e tornando nel 1817 a far parte della diocesi di Bobbio.
Scendendo verso la valle del fiume è presente un antico ponte che sovrasta il corso d'acqua. Originariamente fu costruito a quattro arcate tra il 1787 e il 1789 a spese del principe Doria Pamphilj, ma una violenta piena dell'Aveto ne distrusse - nel 1795 - le due maggiori arcate. Nel 1832 si procedette quindi alla ricostruzione di tale edificio sostituendo le due arcate distrutte con un'unica opera modificando pertanto l'originale struttura in tre arcate. In una cappelletta sul ponte è presente un'immagine in marmo raffigurante sant'Andrea databile al 1788.
Dopo il periodo napoleonico, nel 1815 Alpepiana, assieme a Lovari, Vicomezzano e Vicosoprano, entrò a far parte del Regno di Sardegna nella provincia di Bobbio. Dopo il 1859 e l'Unità d'Italia passò nel circondario di Bobbio assegnato alla nuova provincia di Pavia, quindi dal 1923 al 1926 nel circondario di Chiavari dell'allora provincia di Genova, nel Regno d'Italia.

## Monumenti e luoghi d'interesse

### Architetture religiose
- Chiesa parrocchiale di San Pietro apostolo. Il precedente edificio venne demolito da un evento franoso nel corso del XVIII secolo. L'attuale chiesa è stata costruita tra il 1804 e il 1813, con la consacrazione il 7 agosto 1813, e l'erezione a parrocchia negli stessi anni.
- Oratorio di San Rocco, in località Secorte, dipendente dalla parrocchia di Alpepiana.
- Oratorio della Beata Vergine del Suffragio, in località Secorte, dipendente dalla parrocchia di Alpepiana.
- Oratorio della Beata Vergine di Fatima, in località Lovari, dipendente dalla parrocchia di Alpepiana.